# Jeremy Filsell
Jeremy Filsell (* 10. April 1964) ist ein britischer Pianist und Organist.

## Leben
Filsell studierte Musik am Keble College der Universität Oxford. Seine Orgellehrer waren Nicolas Kynaston und Daniel Roth. Des Weiteren studierte er Klavier bei David Parkhouse und Hilary McNamara am Royal College of Music. 1993 gewann er den zweiten Preis beim St Albans International Organ Festival. 1998 trug er in einer Konzertreihe das gesamte Orgelwerk von Marcel Dupré vor. Im selben Jahr veröffentlichte er die erste Gesamteinspielung der Orgelwerke von Marcel Dupré auf 12 CDs. Mit einer Dissertation über Marcel Dupré wurde er an der Birmingham City University zum Ph.D. promoviert. 2008–2009 war Filsell erster Organist an der Basilica of the National Shrine of the Immaculate Conception in Washington, D.C. 2010 wurde er Artist in Residence an der Washington National Cathedral. 2019 wurde er zum Organist an der Saint Thomas Church in New York City ernannt. Als Professor lehrt er am Peabody Conservatory in Baltimore.

## Tondokumente (Auswahl)
- Marcel Dupré: Sämtliche Orgelwerke (Guild).
- Louis Vierne: Symphonies pour Orgue (Signum Classics).
- Charles Marie Widor: Orgelsinfonien 9 und 10.